# Hrvatski vaterpolski kup 2014./15.
Ovo je 23. izdanje Kupa Hrvatske u vaterpolu. Naslov je obranilo riječko Primorje. U poluzavršnici je Mladost iznenađujuće svladala Jug i nanijela mu prvi poraz u sezoni.

## Četvrtzavršnica
Ždrijeb je održan u prostorijama Hrvatskog vaterpolskog saveza.
3. prosinca 2014.
- Medveščak - Jadran ST 6:6 (0:4,1:0,3:2,2:0), 4:2 (pet.)
- Jug - OVK POŠK 20:3 (7:0,4:1,6:1,3:1)
- Primorje - Mornar 13:7 (3:2,4:1,4:1,2:3)
- Mladost slobodna

## Završni turnir
Završni turnir održat će se 20. i 21. prosinca 2014. godine u Zagrebu.

### Poluzavršnica
- Primorje - Medveščak 23:3 (7:1,7:0,6:0,3:2)
- Jug - Mladost 9:12 (2:3,2:3,3:4,2:2)

### Završnica
- Primorje - Mladost 12:7 (4:0,2:3,2:1,4:3)

## Poveznice
- Prvenstvo Hrvatske u vaterpolu 2014./15.